# Лысогорский район
Лысогорский район — административно-территориальная единица (район) и муниципальное образование (муниципальный район) в Саратовской области России.
Административный центр — рабочий посёлок Лысые Горы.

## География
Расположен в южной части Правобережья, на западе Приволжской возвышенности, в бассейне реки Медведицы. Река имеет здесь широкую пойму, которая часто затопляется в весеннее половодье, что существенно осложняет автотранспортные связи и негативно влияет на состояние дорог на этой территории. На территории района протекают так же достаточно полноводные реки Карамыш и Латрык. Район является третьим в Саратовской области по лесистости.
Граничит с Волгоградской областью; Красноармейским, Саратовским, Татищевским, Аткарским и Калининским районами Саратовской области.
Протяжённость автодорог общего пользования с твёрдым покрытием — 260,3 км.

## История
Лысогорский район образован 23 июля 1928 года в составе Саратовского округа Нижне-Волжского края. В него вошла территория бывшей Лысогорской волости Аткарского уезда Саратовской губернии.
С 1934 года район в составе Саратовского края, с 1936 года — в Саратовской области.
30 сентября 1958 года к Лысогорскому району была присоединена часть территории упразднённого Дурасовского района.
19 мая 1960 года в состав района включена часть территории упразднённого Широко-Карамышского района.
В 1963 году район был упразднён и в 1965 году восстановлен.

## Население
| 1989    | 2002    | 2009    | 2010    | 2011    | 2012    | 2013    |
| ------- | ------- | ------- | ------- | ------- | ------- | ------- |
| 21 027  | ↗21 260 | ↘20 743 | ↘19 948 | ↘19 888 | ↘19 815 | ↘19 743 |
| 2014    | 2015    | 2016    | 2017    | 2018    | 2019    | 2020    |
| ↘19 586 | ↘19 489 | ↗19 584 | ↘19 444 | ↘19 272 | ↘18 964 | ↘18 483 |
| 2021    |         |         |         |         |         |         |
| ↘17 795 |         |         |         |         |         |         |

### Урбанизация
В городских условиях (рабочий посёлок Лысые Горы) проживают 38,51 % населения района.

## Муниципально-территориальное устройство
В Лысогорский муниципальный район входят 10 муниципальных образований, в том числе 1 городское поселение и 9 сельских поселений:
| №        | Муниципальное образование                    | Административный центр     | Количество населённых пунктов | Население | Площадь, км2 |
| -------- | -------------------------------------------- | -------------------------- | ----------------------------- | --------- | ------------ |
| 1e-06    | Городское поселение:                         |                            |                               |           |              |
| 1        | Лысогорское муниципальное образование        | рабочий посёлок Лысые Горы | 1                             | ↘6852     | 48,62        |
| 1.000002 | Сельские поселения:                          |                            |                               |           |              |
| 2        | Большедмитриевское муниципальное образование | село Большая Дмитриевка    | 4                             | ↘1049     | 164,10       |
| 3        | Большекопенское муниципальное образование    | село Большие Копены        | 5                             | ↘1216     | 337,60       |
| 4        | Большерельненское муниципальное образование  | село Большая Рельня        | 4                             | ↘1114     | 233,70       |
| 5        | Бутырское муниципальное образование          | село Бутырки               | 3                             | ↘1270     | 173,70       |
| 6        | Гремячинское муниципальное образование       | посёлок Гремячий           | 9                             | ↘1187     | 236,60       |
| 7        | Новокрасавское муниципальное образование     | село Новая Красавка        | 5                             | ↘1131     | 207,60       |
| 8        | Октябрьское муниципальное образование        | посёлок Октябрьский        | 4                             | ↘953      | 166,65       |
| 9        | Раздольновское муниципальное образование     | посёлок Раздольное         | 4                             | ↘825      | 223,00       |
| 10       | Ширококарамышское муниципальное образование  | село Широкий Карамыш       | 5                             | ↘2198     | 544,75       |

В рамках организации местного самоуправления в 2005 году в новообразованном муниципальном районе были созданы 1 городское и 10 сельских поселений. В 2013 году было упразднено Урицкое муниципальное образование (включено в Ширококарамышское).

## Населённые пункты
В Лысогорском районе 44 населённых пункта, в том числе 43 сельских и 1 городской (рабочий посёлок).
| №  | Населённый пункт   | Тип             | Население | Муниципальное образование |
| -- | ------------------ | --------------- | --------- | ------------------------- |
| 1  | Александровка 2-я  | деревня         | 30        | Большерельненское         |
| 2  | Атаевка            | село            | ↘352      | Ширококарамышское         |
| 3  | Барсучий           | посёлок         | ↘190      | Ширококарамышское         |
| 4  | Белое Озеро        | село            | ↘125      | Большекопенское           |
| 5  | Большая Дмитриевка | село            | ↘640      | Большедмитриевское        |
| 6  | Большая Каменка    | село            | ↘243      | Раздольновское            |
| 7  | Большая Рельня     | село            | ↗785      | Большерельненское         |
| 8  | Большие Копены     | село            | ↘699      | Большекопенское           |
| 9  | Бутырки            | село            | ↘1026     | Бутырское                 |
| 10 | Висловка           | деревня         | →11       | Большедмитриевское        |
| 11 | Гремячий           | посёлок         | ↘326      | Гремячинское              |
| 12 | Двоенка            | село            | ↗512      | Большедмитриевское        |
| 13 | Золотая Гора       | село            | →68       | Большедмитриевское        |
| 14 | Ключи              | село            | ↗605      | Гремячинское              |
| 15 | Ковыловка          | село            | 17        | Октябрьское               |
| 16 | Липовка            | село            | ↘191      | Гремячинское              |
| 17 | Лысые Горы         | рабочий посёлок | ↘6852     | Лысогорское               |
| 18 | Малый Карамыш      | село            | 12        | Большекопенское           |
| 19 | Медвежий           | посёлок         | ↘0        | Гремячинское              |
| 20 | Нагорный           | посёлок         | 9         | Новокрасавское            |
| 21 | Невежкино          | село            | ↘514      | Большекопенское           |
| 22 | Николаевка         | деревня         | 4         | Новокрасавское            |
| 23 | Новая Красавка     | село            | ↘710      | Новокрасавское            |
| 24 | Новые Пески        | деревня         | 56        | Бутырское                 |
| 25 | Озерки             | село            | ↗130      | Гремячинское              |
| 26 | Октябрьский        | посёлок         | ↘703      | Октябрьское               |
| 27 | Парижская Коммуна  | посёлок         | ↗53       | Ширококарамышское         |
| 28 | Первомайский       | посёлок         | ↘143      | Октябрьское               |
| 29 | Петропавловка      | село            | ↘128      | Раздольновское            |
| 30 | Раздольное         | посёлок         | ↗679      | Раздольновское            |
| 31 | Сергиевка 2-я      | деревня         | 0         | Раздольновское            |
| 32 | Старая Красавка    | деревня         | 66        | Новокрасавское            |
| 33 | Суровка            | деревня         | ↗4        | Гремячинское              |
| 34 | Топкий Овраг       | посёлок         | →0        | Гремячинское              |
| 35 | Топовка            | село            | ↗84       | Гремячинское              |
| 36 | Урицкое            | село            | ↗570      | Ширококарамышское         |
| 37 | Федоровка          | село            | ↘119      | Большерельненское         |
| 38 | Харевка            | деревня         | ↗3        | Гремячинское              |
| 39 | Чадаевка           | село            | ↗370      | Бутырское                 |
| 40 | Шереметьевка       | село            | ↘575      | Новокрасавское            |
| 41 | Широкий Карамыш    | село            | ↘1429     | Ширококарамышское         |
| 42 | Шмакова Балка      | деревня         | 0         | Большекопенское           |
| 43 | Юнгеровка          | село            | ↘226      | Октябрьское               |
| 44 | Яблочный           | посёлок         | ↘361      | Большерельненское         |

## Экономика
Район сельскохозяйственный, производит зерно, подсолнечник, продукцию животноводства. Предприятия по ремонту сельскохозяйственной техники, птицефабрика, консервный завод.
Имеются полезные ископаемые: месторождения нефти и газа, добываются глины, щебень и глауконитовый песок.
Действует крупнейшая в Саратовской области Лысогорская птицефабрика. В райцентре Лысые Горы организована страусиная ферма.
Пищевая и перерабатывающая промышленность
- ОАО «Лысогорская птицефабрика»;
- ООО «Широко-Карамышский консервный завод»;
- ООО «Кооператор»;
- ООО «Возрождение».
- СПК «Колхоз Красавский» и другие с/х предприятия;
- частные предприниматели Лысогорского муниципального района, занимающиеся переработкой зерновых культур, выпуском хлеба, молока, мяса и других пищевых продуктов.

Промышленность строительных материалов
- ФГУ «Лысогорский лесхоз»;
- Ширококарамышский лесхоз;
- Лысогорский кирпичный завод в с. Бутырки;
- ООО «Интеграл».
- ООО МПП «Строитель»;
- ООО «Феникс-91»;
- ООО «Феникс-2003»;
- частные предприниматели.

Минерально-сырьевая база Лысогорского района представлена в основном группой строительных материалов и углеводородным сырьём.
На территории района имеются 7 месторождений песков с различной литологической характеристикой и 4 месторождения четвертичных глин. По геологическим предпосылкам, имеющиеся на территории районам запасы песков и глин способны обеспечивать потребности района. Имеющиеся на территории района проявления кварцево-глауконитовых песков с рассеянными гальками и желваками фосфоритов могут использоваться в качестве сырья для производства минеральных удобрений, фосфоритной муки, фосмелиоранта.
Углеводородное сырьё представлено 7-ю газонефтяными и газовыми месторождениями которые расположены:
- Западно-Рыбушанское на территории Раздольновского муниципального образования;
- Дмитриевское на территории Большедмитриевского муниципального образования;
- Озёрское и Суровское на территории Гремячинского муниципального образования;
- Родионовское на территории Октябрьского муниципального образования;
- Урицкое частично на территории Урицкого, Октябрьского и Новокрасавского муниципальных образований.

## Достопримечательности
Памятники природы — Лысая Гора, Белое озеро, вековые дубовые насаждения. В районе села Широкий Карамыш находится заказник Чунаки, где обитает евразийский бобр, европейский олень, сибирская косуля, заяц-беляк, водоплавающая птица. В пойме реки — поселения выхухоли и норки европейской. Около села Большая Дмитриевка в 1890 году помещиком Дурново, построен на склоне возвышенности пруд существующий и ныне, отличается живописными видами природы, в водоёме обитают разнообразные рыбы, черепахи, бобр, растут папоротники.
Водораздельные и пойменные леса района и реки Медведица, Карамыш, Латрык являются прекрасным местом для отдыха.
Памятники археологии 3-2 т. до н. э. десятки курганов и захоронений сарматов поволжья и индоиранцев. В 2004 году обнаружены на реке Малой Песковатке около с. Большие Копены три колодца и поселение индоиранцев датируемые бронзовым веком что можно назвать сенсацией поскольку считалось что люди того времени не могли «приручить» воду. Ценные находки из курганов у сёл Большая Дмитриевка и Широкий Карамыш хранятся в Саратовских музеях краеведения.
На территории Лысогорского муниципального района расположены два лесничества Лысогорское и Ширококарамышское. Общая площадь Лысогорского лесничества составляет 17792 га, в его состав входят два участковых лесничества — Лысогорское (9982га) и Урицкое (7810га)в основном это сосна обыкновенная, кедр и их гибрид, дуб, берёза, лиственница и др.
Храмы и церкви сохранившиеся и действующие:
- в р.п. Лысые Горы храм во имя святого великомученика Димитрия Солунского — построен 1875, с 2008 года ведётся новое строительство,
- в с. Ключи в честь Казанской Иконы Божией матери — построен 1830—1860 годы,
- в с. Урицкое в честь Покрова Божией Матери — построен 1840.

В годы советской власти практически все православные церкви разрушены, в том числе в сёлах Невежкино, Широкий Карамыш, Большая Дмитриевка.
Архитектурные памятники.
К выявленным историко-культурным архитектурным памятникам относятся следующие объекты:
1. Башня водонапорная, 1903 г. — р.п. Лысые Горы, ул. Кооперативная.
2. Мельница Бартеньева, 1908 г. — р.п. Лысые Горы.
3. Мост через р. Медведицу, 1903 г. — р.п. Лысые Горы.
4. Дом жилой, начало XX в. — р.п. Лысые Горы.
5. Церковь при кладбище (Бахметьевская), 1830-е гг. — р.п. Лысые Горы.
6. Жилой дом, конец XIX — начало XX в. — р.п. Лысые Горы, ул. Советская 4.
7. Церковь, XIX в. — с. Ключи.
8. Церковное помещение, XIX в. — с. Большая Рельня.
9. Церковь Покрова Пресвятой Богородицы, 1860-е гг. — с. Урицкое.
10. Церковь, 1830-е гг. — с. Широкий Карамыш.

В Лысогорском районе насчитывается более 170 памятников истории и культуры различного статуса и типологической принадлежности.
Объекты археологического наследия.
В Лысогорском муниципальном районе находятся пять историко-культурных объектов регионального значения:
1. Курганная группа (12 курганов, 10 га) 1 тыс. лет до н. э. — 1 тыс. лет н. э. — 6 км восточнее с. Большая Дмитриевка.
2. Курганная группа (12 курганов, 8 га) 2 тыс. лет до н. э. — 7 км юго-западнее с. Большая Дмитриевка.
3. Курганная группа (25 курганов, 150 га) 1 тыс. лет до н. э. — 1 тыс. н. э. — 2 км юго-восточнее с. Двоенка.
4. Курганная группа (5 курганов, 4 га) 1 тыс. лет до н. э. — 1 тыс. лет н. э. — 1 км южнее с. Петропавловка.
5. Курганная группа (8 курганов, 10 га) 2 тыс. лет до н. э. — 1 тыс. лет н. э. — 3 км восточнее с. Золотая Гора.

Данные объекты относятся к археологическим историко-культурным памятникам, которые в основном имеют статус выявленных.
Памятники природы
На территории Лысогорского района действует 4 памятника природы регионального значения:
- Участок поймы р. Медведица у с. Белое Озеро занимает площадь 627,8 га. Памятник природы представляет собой фрагмент типичного пойменного природного комплекса среднего течения р. Медведицы. В него включены участки низкой и высокой поймы, а также первая надпойменная терраса р. Медведицы. Отметки абсолютных высот 120—140 м. Большое количество старичных озёр, ериков, заболоченных участков делает территорию памятника природы труднопроходимой и создаёт условия для сохранения пойменного ландшафта с высоким биологическим разнообразием экотонных (переходных) зон между водными и наземными экосистемами. На высокой пойме особую ценность представляют старовозрастные естественные пойменные дубравы на аллювиальных дерновых насыщенных почвах, образованных на лёгких опесчаненных суглинках. Наряду с дубравами встречаются ветлянники, осинники, осокорники с характерным для пойменных лесов травянистым ярусом.
- Овраг Лисий. Геологический памятник природы. В верховьях одного из распадков оврага Лисий вскрываются пески кампанского яруса верхнего мела. В кровле песков прослеживаются песчаники с фосфоритовым горизонтом, в котором найдены многочисленные остатки фоссилий. Особо охраняется геологический разрез с приуроченным к фосфоритовому горизонту многочисленным костным материалом. Площадь памятника природы составляет 14,4 га.
- Старовозрастные дубравы в долинах рек Медведица и Карамыш. Состоит из четырёх участков общей площадью — 754 га. В пределах памятника природы сохранились старовозрастные коренные дубравы. Некоторые деревья имеют более чем 150-летний возраст и диаметр ствола 90—125 см. Коренные дубравы в поймах рек Медведица и Карамыш — живой представитель лесов доагрикультурного периода, некогда господствовавших в речных долинах донского водосбора на территории Саратовской области.
- Дуб-великан в пос. Барсучий площадью 0,2 га. Охранная зона площадью ― 0,2 га. Уникальный и, возможно, самый старый и крупный экземпляр семенного дуба черешчатого в Саратовской области. Он имеет выдающиеся лесотаксационные показатели: диаметр ствола на высоте 160 см составляет 152 см, высота дерева достигает 30 м. Дуб произрастает на плоской надпойменной террасе р. Медведицы в среднем её течении в пределах Окско-Донской равнины с абсолютными отметками 125—130 м. Несмотря на то, что дерево находится на территории населённого пункта, оно в хорошем состоянии. Рядом с дубом-великаном сохранился экземпляр менее крупного дуба, что свидетельствует о хороших экологических условиях для их произрастания.

## Красная книга
Среди видов, произрастающих на территории Лысогорского муниципального района и занесённых в Красную книгу Саратовской области, могут быть названы:
- гроздовник полулунный, произрастающий в дубравах;
- страусник обыкновенный, кочедыжник женский, обитающие по тенистым берегам лесных ручьёв;
- щитовник картузиуса, произрастающий в сырых смешанных и хвойных лесах;
- эфедра двухколосковая, произрастающая на щебнистых степных участках;
- рдест длиннейший, встречающийся преимущественно на зарастающих водоёмах, старицах, пойменных озёрах;
- ковыль опушённолистный, узколистный и перистый на целинных участках степей, тонконог жестколистный в степных фитоценозах на карбонатных почвах;
- осока Гартмана, произрастающая в лесах
- многие другие виды растений с сокращающейся численностью.

## Люди, связанные с районом
- поэт О. Вилков,
- композитор Н. И. Бахметьев.